# Giuseppe Abatino
Giuseppe Abatino, noto anche con lo pseudonimo di Pepito (Calatafimi, 10 novembre 1898 – Parigi, 1936), è stato un impresario teatrale italiano.

## Biografia
Nato a Calatafimi in provincia di Trapani, visse a Palermo fino all'età di 20 anni, quando si trasferì a Roma. Nel 1925 prese la decisione di emigrare a Parigi, dove restò fino al 1936, anno della sua scomparsa.
Pepito si presentava come conte di Calatafimi, ma in realtà non aveva alcun titolo nobiliare. Era noto per essere un gigolò e un seduttore di donne, un individuo ambiguo che, grazie alle sue doti manageriali, riuscì a stringere rapporti con l'élite dell'ambiente dello spettacolo parigino dell'epoca. Aveva stretti legami con i principali impresari dei locali alla moda e delle danze charleston della Francia degli anni Venti e Trenta.

### La relazione con Josephine Baker
Nel 1926, casualmente, Pepito incontrò Joséphine Baker, una giovane emigrata dagli Stati Uniti, all'epoca ancora poco conosciuta, che si esibiva come ballerina nei teatri e nei locali notturni parigini. Pepito si innamorò di lei e presto divenne non solo il suo manager e mentore, ma anche il suo amante.
Si presentavano come marito e moglie, ma sussistono dubbi sul matrimonio in quanto la ballerina era ancora sposata col secondo marito, Willie Baker, da cui aveva preso il cognome. Pepito contribuì alla fama di Josephine organizzando una tournée mondiale che iniziò nel marzo 1928 e toccò Austria, Ungheria, Jugoslavia, Danimarca, Romania, Cecoslovacchia, Germania, Paesi Bassi, Argentina, Cile, Uruguay e Brasile promuovendo anche la vendita dei suoi dischi. Durante la tournée, in Ungheria, Pepito, per far fronte alle insistenti advances del capitano di cavalleria Andrew Czlovoydi lo sfidò a duello. I contendenti si affrontarono in un cimitero, alla presenza di Josephine, la quale, dopo una leggera ferita inflitta a Pepito, intervenne per interrompere il combattimento.
Dopo la tournée, grazie a Pepito, Josephine riuscì a essere interprete dell'operetta La Créole, messa in scena a Parigi nel 1935, e a entrare nel cast dello spettacolo di Broadway Ziegfeld Follies of 1936. Tuttavia, il desiderio di tornare nel paese natio, per farsi un nome a Broadway, si concluse con un fallimento in quanto non ottenne un ruolo da protagonista. Rendendosi conto che sicuramente non apparteneva a quel luogo, tornò a Parigi per interpretare una nuova rivista alle Folies Bergère. Pepito morì improvvisamente subito dopo, nella primavera del 1936.